# Ardisia foreroi
Ardisia foreroi är en viveväxtart som beskrevs av C.L. Lundell. Ardisia foreroi ingår i släktet Ardisia och familjen viveväxter. Inga underarter finns listade i Catalogue of Life.